# Oesterdeichstrich
Oesterdeichstrich är en kommun i Kreis Dithmarschen i förbundslandet Schleswig-Holstein i Tyskland. Heide-Büsums flygplats ligger i Oesterdeichstrich.
Kommunen ingår i kommunalförbundet Amt Büsum-Wesselburen tillsammans med ytterligare 17 kommuner.